# Kobayashi-ryū

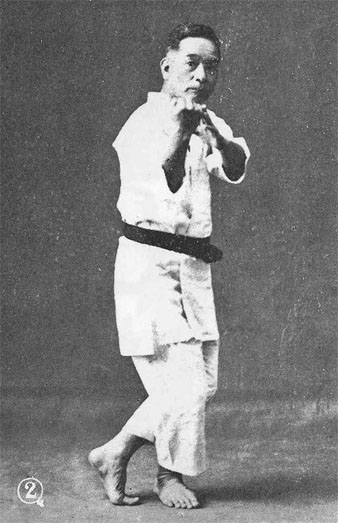
Meister Chibana

Als Kobayashi-ryū (jap. 小林流) wird die von Chibana Chōshin begründete Strömung innerhalb des Shōrin-ryū im Karate bezeichnet.

## Name
Der Name Kobayashi (小林) entstand aus einer alternativen Schreibung und/oder Lesart für Shōrin (chin./jap. 少林/少林, oder ebenfalls jap. 小林), was die japanische Aussprache für Shàolín ist. Beides bedeutet sowohl im Chinesischen als auch im Japanischen wörtlich übersetzt „kleiner Wald“, allerdings verwendet man bei Shōrin häufig die ursprüngliche, chinesische Schreibweise für das erste Zeichen, das „klein“ bedeutet (少), während Kobayashi auf das sehr ähnliche, in Japan verbreitetere Zeichen mit der gleichen Bedeutung (小), und damit die übliche japanische Bezeichnung und Lesart für ein „Wäldchen“ zurückgreift.

## Geschichte
Chibana Chōshin überlieferte die Lehren seines Meisters Itosu Ankō. Seine Schüler Miyahira Katsuya (Shidōkan), Yuchoku Higa (Kyudōkan) und Shuguro Nagazato (Shōrinkan) führten den Stil nach dem Tod von Chibana 1969 in jeweils eigenen Schulen fort.